# Миколаївка Перша (Подільський район)
Микола́ївка Пе́рша — село Куяльницької сільської громади в Подільському районі Одеської області, Україна. Населення становить 146 осіб. Відстань до районного центру становить близько 5 км і проходить автошляхом місцевого значення.

## Історія
Село Миколаївку Другу включено в смугу м. Котовськ (тепер — Подільськ) 15 серпня 1957 року.
12 червня 2020 року, відповідно до Розпорядження Кабінету Міністрів України від № 724-р «Про визначення адміністративних центрів та затвердження територій територіальних громад Одеської області», увійшло до складу Куяльницької сільської територіальної громади.
19 липня 2020 року, в результаті адміністративно-територіальної реформи і ліквідації Подільського району (1923-2020), село увійшло до складу новоутвореного Подільського району Одеської області.

## Населення
Згідно з переписом УРСР 1989 року чисельність наявного населення села становила 175 осіб, з яких 76 чоловіків та 99 жінок.
За переписом населення України 2001 року в селі мешкали 143 особи.

### Мова
Розподіл населення за рідною мовою за даними перепису 2001 року:
| Мова       | Відсоток |
| ---------- | -------- |
| українська | 87,67 %  |
| російська  | 8,90 %   |
| молдовська | 3,42 %   |